# ایوانهو ماینز
ایوانهو ماینز (انگلیسی: Ivanhoe Mines) شرکت معدن کانادایی است، که در سال ۲۰۱۲ تأسیس شد.